# Club Deportivo Numancia de Soria
O Club Deportivo Numancia é um clube de futebol espanhol da cidade de Sória na Província de Sória. A equipe disputará a terceira divisão do campeonato espanhol na temporada 2020-2021.

## Presidentes
Presidentes do clube ao longo de sua história.
| Período | Presidente          |
| ------- | ------------------- |
| 1945-48 | Eusebio Brieva      |
| 1948-50 | Alberto Heras       |
| 1950-51 | Félix Redondo       |
| 1951-53 | Narciso Fuentes     |
| 1953-54 | Pablo del Barrio    |
| 1954-55 | Andrés Beltrán      |
| 1955-60 | Antonio Ruiz        |
| 1960-64 | Juan Sala de Pablo  |
| 1964-65 | Miguel Gil Lansaque |
| 1965-66 | Pablo Caballero     |
| 1966-68 | Victoriano Gonzalo  |
| 1968-69 | Hilario Enciso      |
| 1969-70 | Florentino Villar   |
| 1970-71 | Miguel Gil Lansaque |
| 1971-72 | Miguel Ángel Rangil |
| 1972-73 | Julián Carro        |
| 1973-74 | José Luis Jiménez   |
| 1974-76 | Victoriano Gonzalo  |
| 1976-80 | Vicente Valero      |
| 1980-83 | Jorge Moya          |
| 1983-92 | Sebastián Ruiz      |
| 1992-93 | José María García   |
| 1993-03 | Francisco Rubio     |
| 2003-06 | José Isla           |
| 2006-   | Francisco Rubio     |

## Uniforme
- Uniforme titular: camisa vermelha, calção azul e meias vermelhas.
- Uniforme alternativo: Camisa branca, calção branco e meias azuis.
- Terceiro uniforme: Camisa branca com uma faixa roxa, calções pretos e meias brancas.

## Elenco
Atualizado em 28 de novembro de 2019.
- : Capitão
- : Lesão

## Estádio
Nuevo Estadio Los Pajaritos , antigo estádio "Los Pajaritos", foi fundado em 1999 e inaugurado pelo Real Zaragoza, em um amistoso, que terminou em vitória para os zaragoneses por 3 a 1. Tem uma capacidade para 9.025 pessoas, todas sentadas.
No jogo que teve sua terceira ascensão a capacidade foi aumentada para 10.200 lugares, mas no terceiro e último momento da subida do Numancia para a 1 ª Divisão reduziram o número de locais para 9025.

## Títulos
- Campeonato Espanhol - 2ª Divisão (1): 2007/08
- Campeonato Espanhol - 4ª Divisão (1): 1988/89

## Curiosidades
O comediante brasileiro Marco Luque já atuou neste clube quando era jogador de futebol.